# Mimosa rudis
Mimosa rudis är en ärtväxtart som beskrevs av George Bentham. Mimosa rudis ingår i släktet mimosor, och familjen ärtväxter. Inga underarter finns listade i Catalogue of Life.